# Albertslund Musikskole
Albertslund Musikskole er en musikskole i Albertslund Kommune beliggende tæt ved Albertslund Station. Musikskolen har ca. 25 lærere ansat, og underviser i klaver, guitar, trommer, bas, sang, og diverse stryger- og blæserinstrumenter. Albertslund Symfoniorkester har tilknytning til musikskolen.

## Eksterne links
- Albertslund Musikskole

|  | Denne artikel om en bygning eller et bygningsværk kan blive bedre, hvis der indsættes et (bedre) billede. Du kan hjælpe ved at afsøge Wikimedia Commons for et passende billede eller lægge et op på Wikimedia Commons med en af de tilladte licenser og indsætte det i artiklen. |

55°39′11″N 12°21′07″Ø / 55.65292858°N 12.35205627°Ø